# Erster Linzer Schwimmklub
Der Erste Linzer Schwimmklub, kurz 1. Linzer SK, ist ein österreichischer Wassersportverein aus Linz. Der Verein wurde am 20. November 1929 gegründet. Die Heimstätte des Schwimmklubs ist das Parkbad, die Vereinsfarben sind blau und weiß.

## Geschichte
In den 1920er Jahren hatte der Turn- und Arbeitersportverein, der 1862 gegründet wurde, hatte nur eine kleine Schwimmsektion. Darum beschlossen Bruno Knorr und Adi Frank gemeinsam mit Juliane Pointner und Hannes Steinhuber am 20. November 1929 den Ersten Linzer Schwimmklub zu gründen.
Durch die Eröffnung des Parkbades im Jahr 1930 wurden beiden Vereine ermöglicht, gezielte Trainingsmöglichkeiten abzuhalten. 1931 wurden die ersten Linzer Klubmeisterschaften mit Reigenschwimmen und Rettungsübungen abgehalten. Ein Jahr später folgten die ersten Schwimm-Landesmeisterschaften und die Schwimmer Hannes Steinhuber, Julius Kleim, Wimmer, Kreuzer, Konwalinka, Franz Laundorf, Brauneis und Lipa wurden oberösterreichische Meister.
Die Wasserballer wurden 1938 Dritte der Ostmarkmeisterschaften.
Die Wasserballer mit Witmar Loy, Franz Zigon, Kurt Patuzzi, Biefel, Skala, Töpel und Laundorf erreichte 1941 den 4. Platz der Meisterschaft. Wasserballer wurden in Hall in Tirol Ostmarkmeister.
1938 musste der Verein seine Klubfarben von blau-weiß auf schwarz-grün ändern, da blau und weiß die Farben des jüdischen Vereins Hakoah sind. Kurt Patuzzi, der vom Ersten Wiener Amateur SC kam, wurde beim Ersten Linzer SC neuer Schwimmwart, Trainer und Funktionär und schaffte es mit Krubner, Hans Hackl, Walter Kellermayr, Franz Zigon, Roderich Deubler, Biefel und Witmar Loy den Aufstieg in die „Deutsche Reichleistungsklasse“. Bei den Gaumeisterschaften 1940, das waren die damaligen oberösterreichischen Landesmeisterschaften, in Bad Schallerbach erreichte der Klub sämtliche Meistertitel, bei der Großdeutschen Schwimm-Meisterschaften 1941 in Wien gewann Roderich Deubler 1500 m Kraul und holte sich bei den Gaumeisterschaften sechs Titel. 1942 wurden Hans Hackl, Walter Kellermayr und Franz Zigon zu einem, „Spitzenkönnerlehrgang“ nach Darmstadt einberufen, 1944 wurde der Verein in den Staffeln großdeutscher Vereinsmeister vor Hellas Magdeburg.
In den ersten Wochen nach Kriegsende 1945 wurde das Parkbad von den Amerikanern beschlagnahmt und erst wieder im August fanden wieder Veranstaltungen statt. Der Linzer Schwimmklub änderte seine Vereinsfarben auf rot-weiß und nahm den Stoff von der alten Fahne für seine Badehosen.
Das Qualifikationsturnier 1968 in Mailand verpasste das Wasserballnationalteam mit Alexander Patuzzi die Olympiaqualifikation durch ein Unentschieden gegen Spanien, nur um ein Tor. Den Wasserballern erreichten 1995 seit 17 Jahren wieder das Obere Play-off und wurden in dieser Zeit bis 2006 fünf Mal, 1997, 1998, 2003, 2004 und 2006, österreichischer Wasserballcupsieger. Stefan Patuzzi und Thomas Lang vertraten Österreich bei den Europameisterschaften in Wien. Sechs Jahre später, 2001, holten die Wasserballer den ersten Wasserball-Staatsmeistertitels des Vereins und nahm an der Champions League in Barcelona teil.